# 수 블랙
수전 엘리자베스 블랙 (Susan Elizabeth Black, OBE FRSA, 1962년~)은  영국의 컴퓨터 과학자이자 학자 및 사회적 기업가이다.  그녀는 제2차 세계대전 암호해독 사이트인 블레츨리 파크 구하기 캠페인을 통하여 블레츨리 파크를 구한 것으로 유명하다. 2018년부터 그녀는 더럼 대학교에서 컴퓨터 과학 교수 및 기술 전도사(Technology Evangelist)로 재직하고 있다. 그녀는 이전에 웨스트민스터 대학교와 유니버시티 칼리지 런던에서도 근무했다.

## 어린 시절과 교육
수 블랙은 1962년 햄프셔 페어햄에서 태어났는데, 그녀는 가장 이른 법적 연령인 16세에 학교와 집을 떠나 20세에 결혼하여 세 자녀를 낳았다.
그녀의 남편에 의해서 수전 블랙과 아이들이 쫓겨난 후 지역의 여성 피난처에서 안전하게 지냈다. 야간 학교에서의 일종의 검정고시인 수학 액세스 코스(access course)를 통하여 대학교 학부 과정에 등록하게 되었다. 1993년 런던 사우스뱅크 유니버시티에서 컴퓨팅 학사 학위를 취득하고 2001년 로빈 휘티가 지도하에 리플 효과에 대한 연구로 소프트웨어 공학 박사 학위를 취득했다.

## 경력 및 연구
수 블랙은 종전에 웨스트민스터 대학교의 정보 및 소프트웨어 시스템 부서 책임자였으며 유니버시티 칼리지 런던 (UCL)에서 선임 연구원이었다. 2018년부터 더럼 대학교의 컴퓨터 과학 교수 및 기술 전도사이며 UCL의 명예 교수이다.
그녀는 2001년부터 2008년까지 영국 컴퓨터 협회 (BCS)의 BCSWomen 특별 그룹의 창립 의장이었으며 컴퓨팅 분야에서 종사하는 여성의 옹호자이다.

### 캠페인
수 블랙은 제2차 세계 대전 중에 적군의 메시지를 해독하기 위한 센터인 블레츨리 파크의 복원을 위한 자금을 확보하기 위해 수년에 걸쳐 캠페인을 성공적으로 진행했다. 2003년에 그녀가 블레츨리 파크를 방문하여 건물의 끔찍한 상태와 봄브 기계가 재건되는 것을 보고, 또한 전쟁 중에 10,000명이 넘는 사람들이 그곳에서 일했다는 소식을 듣고, 블로그를 만들어 블레츨리 파크 사이트에 대한 인식을 높이기 시작했다. 노후한 구조를 보호하는 파란색 타포린(tarpaulin)이 있는 오두막 중의 하나에 대한 사진은 관련 컴퓨터 과학자들 사이에서 관심과 행동주의를 불러일으키는 데 도움이 되었다. 초기의 봉사활동 이후에 트위터 계정이 활발하게 사용되어 더욱 많은 팔로워와 이해관계자이 모집 되었다. 블레츨리 파크의 직원은 페이스북 및 트위터등의 다른 Web 2.0 (예: 사용자 생성) 기술에도 참여했다.
2015년 말에 블랙은 이러한 과정에 대한 책으로 《Saving Bletchley Park》를 출판했다. 처음에는 Unbound를 통해 자금을 지원받았는데 이 책은 크라우드 펀딩을 역사상 가장 빨리 받은 책이 되었다.
여성 옹호 기구인 에브리우먼(everywoman)에서는 특히 소셜 미디어 사용과 관련하여 블랙이 "현대 지도자의 특성을 구현한다"고 말하고 있다. BBC 기술 특파원 로리 셀런존스는 블랙이 캠페인에서 트위터 및 기타 플랫폼을 정교하게 사용하고 있다는 사실을 일찌감치 파악하였다.
수 블랙은 테크멈스(Techmums)사를 설립하여 자녀가 온라인에서 무엇을 하는지 알고 싶어하는 어머니들에게 다가갔다. 테크멈스에서는 디지털 보안, 소셜 미디어, 프로그래밍 언어 파이썬 등에 대한 무료 교육을 제공하여 여성의 자신감을 높이고 디지털 정보 격차를 해소하며 빈곤에서 벗어날 수 있도록 지원한다. 파일럿 프로그램은 런던의 타워 햄리츠 구에 있는 챌러너 주교 카톨릭 칼리지에이트 스쿨에서 열렸다. 테크멈스는 자신을, 온라인 커뮤니티로 보완하는 "e-skills 공인된 간단한 실습 워크샵 프로그램"이라고 설명하고 있다.
수 블랙은 BBC 텔레비전, 라디오 및 언론 기사에 출연했다. 그녀는 2019년 라이프 사이언티픽 첫 방송을 위해 짐 알칼릴리와 인터뷰했으며 BBC 라디오 4의 데저트 아일랜드 디스크에 게스트로 출연했다.

### 정치
2019년 3월 여성 평등당에서는 수 블랙이 2020년 런던 시장 선거의 후보가 될 것이라고 발표했는데, 2020년 2월 건강상의 이유로 수 블랙이 당 후보에서 물러나고 만두 리드로 대체된다고 발표했다.

### 수상 및 영예
2009년 수 블랙은 런던의 왕립 학회에서 영국 컴퓨터 학회로부터 제1회 존 아이빈슨 상(John Ivinson Award)을 수상했고, 2011년에는 펩시코 여성 영감상(Women's Inspiration Award)을 수상했다. 2012년에 그녀는 《데이터메이션》에서 선정한 10명의 기술 분야 여성(10 Women in Tech Who Give Back) 중 한 명으로 선정되었다.
수 블랙은 또한 2014년 영국 컴퓨터 협회(BCS)의 여성 IT 캠페인에서 확인된 30명의 여성 중 한 명으로 BCS에서 제작한 "IT 분야의 여성: 차세대에 영감을 주는"이라는 전자책에 등장했다.
2015년에 수 블랙은 《컴퓨터 위클리》지가 선정한 UK IT 2015에서 7번째로 영향력 있는 여성으로 선정되었다.
그녀는 기술에 대한 공로로 2016 뉴이여즈 아너스에서 대영제국 훈장(OBE) 수상자로 선정되었고, 2017년 AnitaB.org에서 〈사회적 영향 아비 상〉(Social Impact Abie Award)를 수상했다.